# 緯來戲劇台
緯來戲劇台 (英語 : Videoland Drama Channel)，是緯來電視網旗下以播放戲劇為主的頻道。

## 頻道沿革
- 1994年12月底，傳訊電視開播流行資訊頻道「大地頻道」（Da Di Channel）。
- 1999年1月17日，傳訊電視大地頻道在台北市圓山大飯店舉行記者會表示，大地頻道將於該月18日晚間推出開台以來第一齣八點檔連續劇《嘉慶君走透透》。
- 2000年，傳訊電視大地頻道更名為「大地電視台」。
- 2000年1月，緯來企業公司（緯來電視網前身）取得大地電視台之發行業務及廣告代理業務。
- 2001年1月4日，象山集團把傳訊電視與中視衛星合併為「勁道數位電視股份有限公司」（Power TV）。大地電視台在傳訊電視消滅、納入象山集團後，仍獨立營運一段時間。
- 2001年7月，大地電視台納入緯來電視網，並改名為緯來戲劇台[1]。定頻於有線電視49頻道。
- 2005年1月1日，緯來戲劇台定頻於有線電視43頻道。
- 2016年11月25日，改為16:9比例播送。
- 2018年1月1日，啟用高畫質版本「緯來戲劇台HD」。

- 目前緯來戲劇台的戲劇為雙語播出。（僅數位訊號的緯來戲劇台才可切換）

## 外部連結
- 緯來戲劇台 （页面存档备份，存于）（繁體中文）
- 緯來戲劇台的Facebook專頁（繁體中文）
- YouTube上的緯來戲劇台頻道（繁體中文）